# Dzong Trashiyangtse
El dzong de Trashiyangtse es una fortaleza-monasterio budista y dzong en la ciudad de Trashiyangtse, capital del distrito homónimo al este de Bután. Sus orígenes se remontan al siglo IX, pero no fue hasta el siglo XV que el monasterio fue concebido tal y como se conoce en la actualidad.

## Historia
El dzong es uno de los más antiguos del país dada a su historia que se remonta al siglo IX, cuando Gongkar Gyalpo construyó el entonces conocido como dzong Dongdi. Sin embargo, acabó siendo abandonado y quedó en ruinas tras sufrir unos ataques provenientes del Tíbet.
En el siglo XV, el tertön Pema Lingpa encontró las ruinas y decidió reconstruir la fortaleza, a la que llamó Trashiyangtse («fortuna auspiciosa»). En 1648, el tercer Druk Desi, Chogyal Minjur Tempa, sometió al dzong a una ampliación. Una renovación posterior se produjo en 1975; otra reforma tuvo lugar en 2005, momento en el cual Jigme Choedra —el Je Khempo— santificó el edificio. Además de renovar la estructura, se añadió una sala religiosa decorada con imágenes sagradas, un santuario para la deidad local y viviendas para monjes. Pese a que en la actualidad es utilizado por el cuerpo monástico, el edificio fue empleado como oficina administrativa a nivel de subdistrito hasta 1992. Anteriormente, el primer piso también dio cabida a tiendas y comercios. Tras la formación de Trashiyangtse como distrito separado se construyó un nuevo dzong en la parte superior del valle.

## Patrimonio
Construido sobre una cresta vecina al cauce del río Dongdi, el utse (torre principal) alberga varias reliquias, entre ellas una estatua de Chuchizey (Avalokiteshvara). Según la historia local, una anciana que vivía cerca del dzong la descubrió; tras conocer su existencia, el cacique de Bumthang decidió llevársela a su aldea. Tras esto el clima de la región empeoró, por lo que tras consultar a Ngawang Namgyal el cacique devolvió la reliquia a Trashiyangtse. Otras esculturas retratan al Shabdrung Ngawang Namgyal y a Padmasambhava.